# Mataró
Mataró (Catalansk udtale: [mətəˈɾo]) er en catalansk by og hovedstaden i comarcaet Maresme i provinsen Barcelona i det nordøstlige Spanien. Byen har 131.798(2024) indbyggere og dækker 22,57 km². Den ligger mellem byerne Cabrera de Mar og Sant Andreu de Llavaneres. Mataró ligger ved banen mellem Barcelona og Maçanet-Massanes.
Mataró dateres til romertiden, hvor den var landsbyen "Iluro" eller "Illuro".
Den første jernbane i Spanien blev anlagt mellem Mataró og Barcelona, og åbnedes den 28. oktober 1848. Den benyttes i dag af Rodalies de Catalunya.